# Madeleine Tchuente
Madeleine Tchuente, est une femme politique camerounaise, ministre de la Recherche scientifique et de l'innovation. 

## Biographie

### Enfance, formation et débuts
Elle est originaire de la région de l'ouest Cameroun,  département du Koung-ghi, arrondissement de Bayangam.  Elle  fait ses études secondaires à Nkongsamba et est titulaire d'un baccalauréat scientifique. Elle obtient un diplôme universitaire de pharmacienne de l'université de Strasbourg. 

### Carrière

#### Civile
Pharmacienne de profession, elle travaille dans la distribution de médicaments à Bafoussam.

#### Politique
Elle entre en politique lors de la naissance du Rassemblement démocratique du peuple camerounais (RDPC) et occupe tour à tour ces différents postes : membre du bureau national de l'OFRDPC en 1990, membre du comité central RDPC en 1997 et membre de la commission des affaires politiques lors des congres extraordinaires de 1996, 2001 et 2006. Elle est rapporteuse générale lors du congrès extraordinaire du 21 juillet 2006. Elle est présidente de la section RDPC de la Mifi. Le 8 décembre 2004, elle est nommée au poste de ministre de la Recherche scientifique et de l'Innovation. Elle est reconduite dans le même ministère depuis cette date et à la suite de plusieurs remaniements ministériels.